# William Bedell

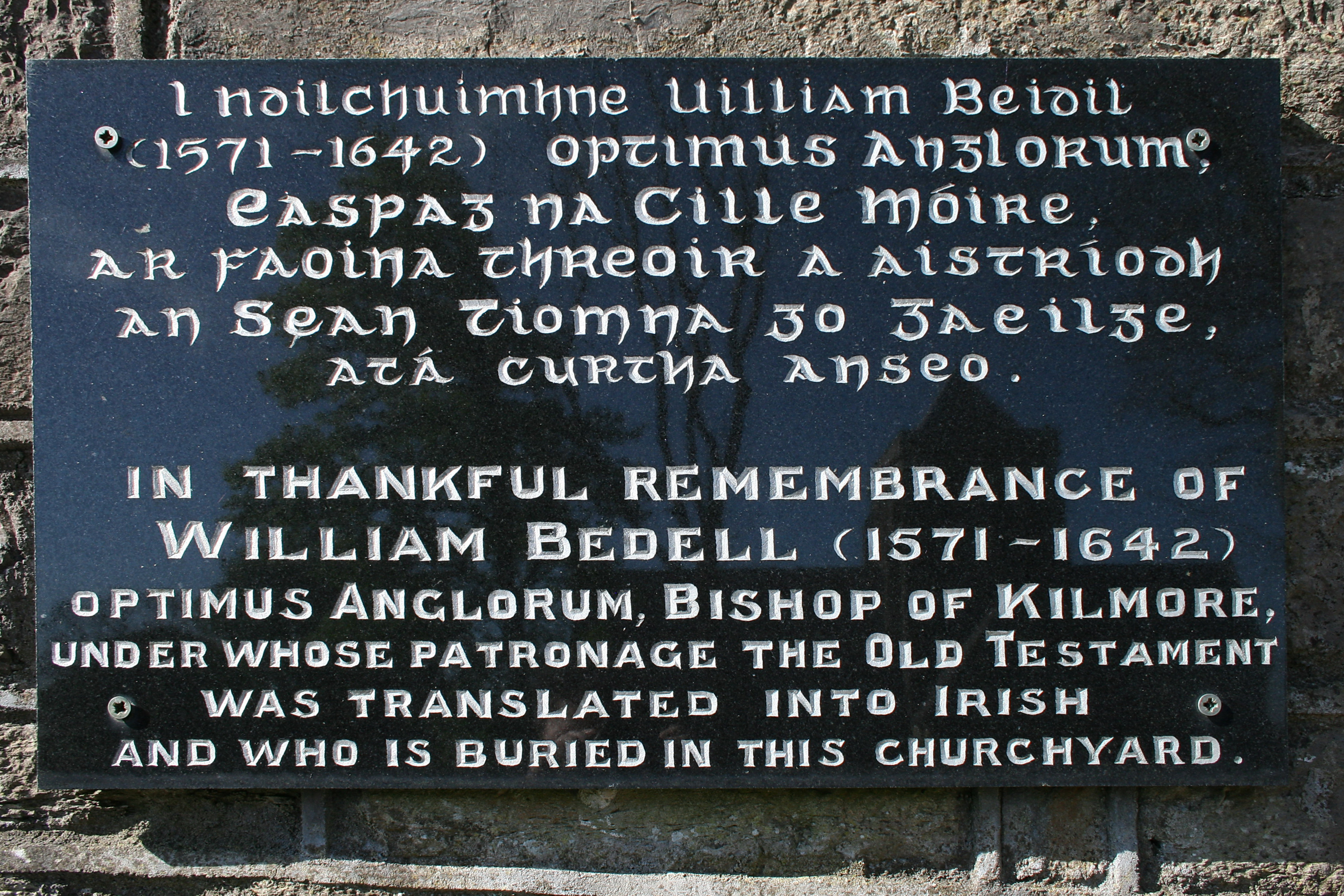
Tablica pamiątkowa ku czci Williama Bedella

William Bedell (irl. Uilliam Beidil; ur. 1571 w Black Notley w hrabstwie Essex, zm. 7 lutego 1642 w Kilmore w Irlandii) – angielski duchowny anglikański, biskup Kilmore i Ardagh. Autor pierwszego tłumaczenia Starego Testamentu na język irlandzki.

## Życiorys
Ukończył studia na University of Cambridge, w 1593 roku zostając wykładowcą tamtejszego Emmanuel College. W 1601 roku podjął posługę kaznodziejską w Bury St Edmunds. W latach 1607–1610 był kapelanem angielskiego poselstwa w Wenecji. Podczas pobytu we Włoszech zaprzyjaźnił się z Paolo Sarpim, a także nauczył się włoskiego i przetłumaczył na ten język anglikański Modlitewnik powszechny.
W 1627 roku wyjechał do Irlandii, gdzie objął posadę kanclerza Trinity College w Dublinie. Dwa lata później został mianowany biskupem Kilmore i Ardagh, w 1633 roku rezygnując jednak z zarządzania drugą z tych diecezji. Zdobył sobie szacunek wśród ludzi skromnym i bezpośrednim stylem bycia: lubił przechadzać się ulicami miasta, uprawiał własny ogródek, zwoływał często synody kościelne, odnosił się z sympatią do katolików, zaś podległym sobie duchownym zalecał uczenie się języka irlandzkiego, tak by mogli rozmawiać z wiernymi w ich ojczystej mowie.
Pod jego auspicjami przygotowano także tłumaczenie Starego Testamentu na irlandzki, wydane drukiem dopiero w 1685 roku. Jego Stary Testament wraz z wcześniejszym tłumaczeniem Nowego Testamentu bp. Williama Daniela utworzyły Biblię Bedella – pierwszy kompletny przekład Biblii na język irlandzki. Było to jedyne kompletne tłumaczenie Biblii na język irlandzki przez następne 300 lat.
Po wybuchu w 1641 roku antyangielskiego powstania znalazł schronienie u miejscowych protestantów, w końcu jednak został aresztowany przez rebeliantów. W więzieniu nabawił się choroby, która stała się bezpośrednią przyczyną jego śmierci. Pochowany został w podziemiach katedry w Kilmore.